# Garden Digest
Garden Digest (abreviado Garden Digest) fue una revista con ilustraciones y descripciones botánicas que fue editada en Pleasantville (Nueva York). Se publicaron 14 números desde 1931 hasta 1942.